# MS Sea Diamond
Az MS Sea Diamond (korábban Birka Princess) a Louis Hellenic Cruise Lines által üzemeltetett görög üdülőhajó volt, ami 2007. április 5-én elsüllyedt Szantorini kalderájában, miután egy nappal korábban zátonyra futott. A balesetben két utas meghalt, a jármű a mai napig a tengerfenéken fekszik. A hajóban található nagy mennyiségű üzemanyag és más veszélyes alkotóelemek potenciális veszélyt jelentenek a sziget élővilágára nézve.

## Története

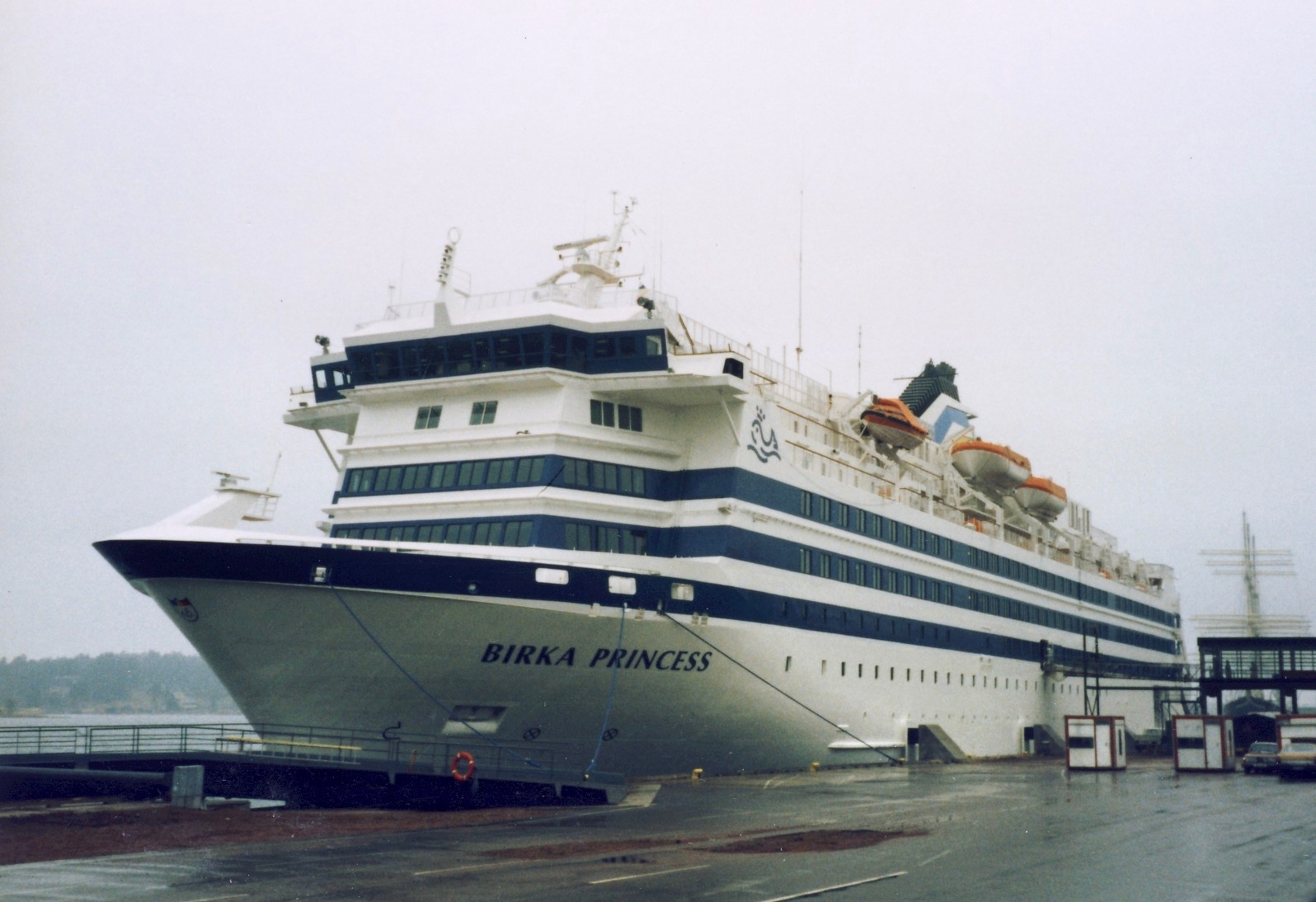
A Birka Princess eredeti kialakítása

Az eredetileg Birka Princess névre keresztelt hajót a finn állami tulajdonú Valmet vállalat építette a helsinki Vuosaari hajógyárban 350 millió finn márka (58,9 millió euró) költségvetéssel. A hajót 1986-ban adták át a Birka Line számára, és innentől a svédországi Stockholm és a finnországi Åland között közlekedett. 1990 és 2003 között a nyári szezonban hosszabb utakat is tett a Balti-tengeren. 1992 és 2002 között a hajó külsejét a Rederiet című svéd televíziós szappanoperában az MS Freja fiktív hajó szerepének megformálásához használták. Építéskori állapotában autófedélzettel is rendelkezett, 80 személygépkocsi számára volt hely, hátul egy felhajtó rámpával rendelkezett.
1999-ben a németországi Lloyd Werftnél átfogó átalakításon esett át, amelynek költsége mintegy 26 millió dollár volt. Az elülső felépítményt meghosszabbították és áramvonalasították, és 62 új utaskabinnal bővítették, beleértve egy új kabinszintet a parancsnoki híd felett. Az autófedélzetet megszüntették. 2004 októberében, az MS Birka Paradise nevű hajó átadásakor a Birka Princess-t leváltották eredeti útvonaláról, és ezentúl két éjszakás hajójáratokat indított Stockholmból Turkuba, Helsinkibe és Tallinnba, valamint heti egy 24 órás hajójáratot Stockholmból Mariehamn-ra. Az új útvonalak pénzügyileg sikertelennek bizonyultak, ezért 2006. január 2-án a hajót Mariehamn-on kivonták a fogalomból, és eladásra hirdették meg.
A hajót 2006 februárjában 35 millió dollárért (29,4 millió euró) adták el a ciprusi székhelyű Louis Cruise Linesnak (ma Celestyal Cruises). Ekkor újabb átalakításon esett át: beépítettek egy második úszómedencét, és megnövelték a promenade deck, azaz sétálófedélzet, valamint a napozóterasz méretét. 2006 nyarán állt szolgálatba a Földközi- és az Égei-tengeren, immár Sea Diamond néven, kezdetben máltai, később görög lobogó alatt.

### Elsüllyedése

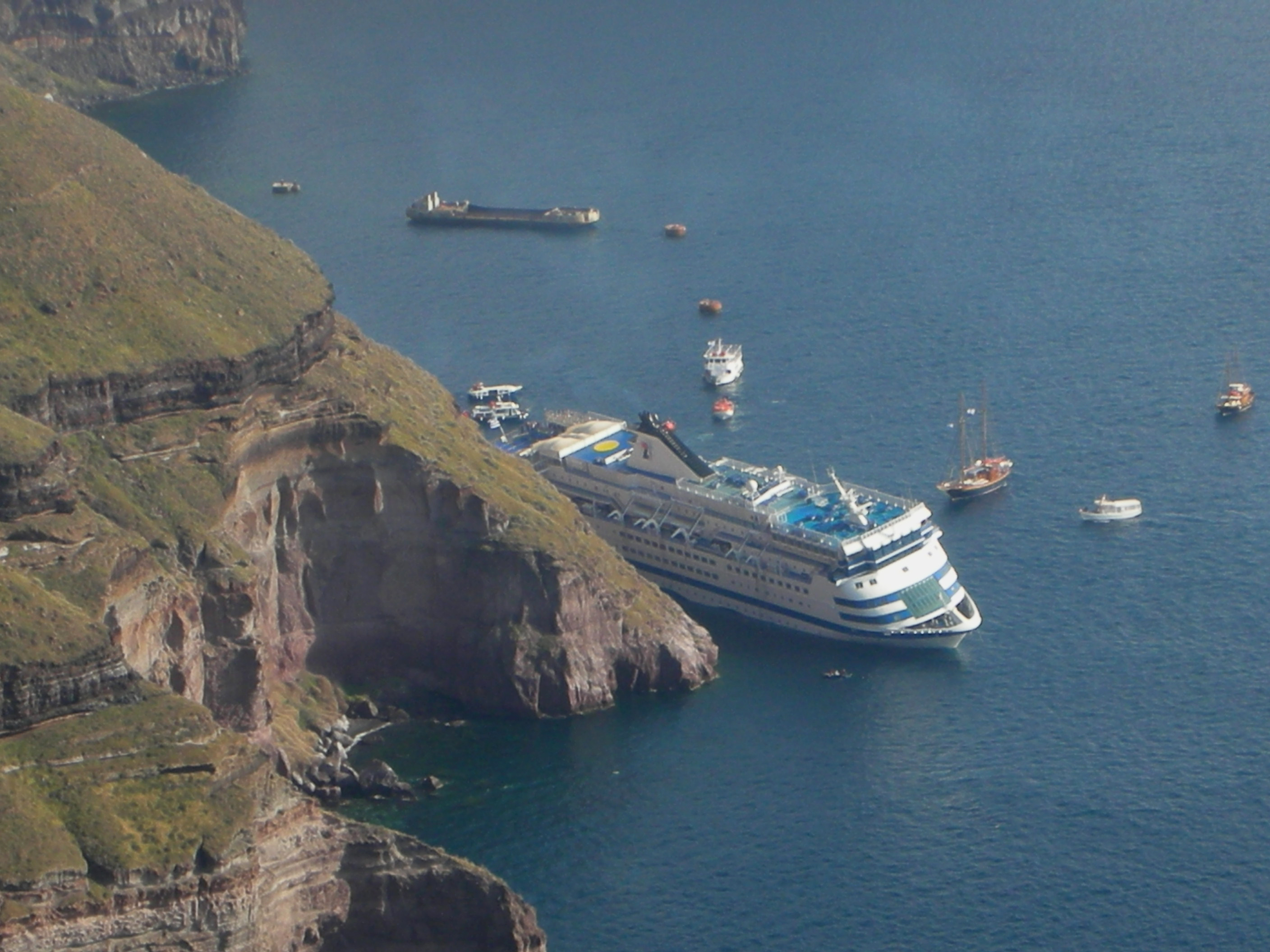
A süllyedő hajó

A hajó 2007. április 5-én 16:00 EEST (13:00 UTC) körül a görögországi Szantorini szigetének kalderáján belül, Nea Kamenitől keletre, egy térképen is jelzett vulkanikus zátonyra futott, ami feltépte a hajó jobb oldalát. Ezután 12 fokkal jobbra dőlt, amíg a vízzáró ajtók be nem csukódtak. Az 1195 utast, többségükben amerikaiakat és 60 kanadait, az első jelentések szerint három és fél óra alatt biztonságosan kimentették, négy sérült volt. Több ember, mint például egy 70 fős diákcsoport, a mentőcsónakokban hagyták el a Sea Diamond-ot, de az utasok nagy része kötéllétrákon lemászva jutott le a segíteni érkezett hajókra. Később jelentették, hogy két francia utas eltűnt.
A fedélzetre került nagy mennyiségű víz miatt a hajó 2007. április 6-án, nem sokkal 7:00 óra előtt elsüllyedt, mindössze néhány száz méterre a parttól. A videofelvételek tanúsága szerint a Sea Diamond az utolsó percekben teljesen felborult, majd tattal lefelé merült el, orrát az égnek emelve. A kaldera kádszerű, szinte függőleges partjai miatt lehetetlen volt partra futtatni a hajót, amivel meg lehetett volna menteni.
Két francia állampolgárt, a 45 éves Jean Christophe Allain-t és 16 éves lányát, Maud-ot a mai napig eltűntként tartják nyilván. Allain felesége elmondta, hogy a kabinjuk megtelt vízzel, amikor a hajó a szikláknak ütközött, és hogy ő is csak hajszál híján menekült meg. Nem volt biztos benne, hogy férje és lánya megúszta-e, mert az események olyan hirtelen történtek. A család negyedik tagja a felső fedélzeten volt, és biztonságban evakuálták. A család a 2014-es számú kabinban volt elszállásolva, amely egy külső standard kabin a hajó jobb oldalán, a legalsó utasfedélzeten. Holttesteik sosem kerültek elő.
Április 7-én a görög hatóságok bejelentették, hogy gondatlansággal vádolják a kapitányt és öt tisztjét. Az állami televízió jelentése szerint hajótörés gondatlanságból történő okozásával, a nemzetközi hajózási biztonsági előírások megsértésével és környezetszennyezéssel vádolják őket. A két eltűnt utas sorsának alakulásától függően további vádakat emelhetnek. Mind a hatot további intézkedésig szabadon engedték, de ha elítélik őket, ötéves börtönbüntetésre számíthatnak.

## Környezetszennyezés

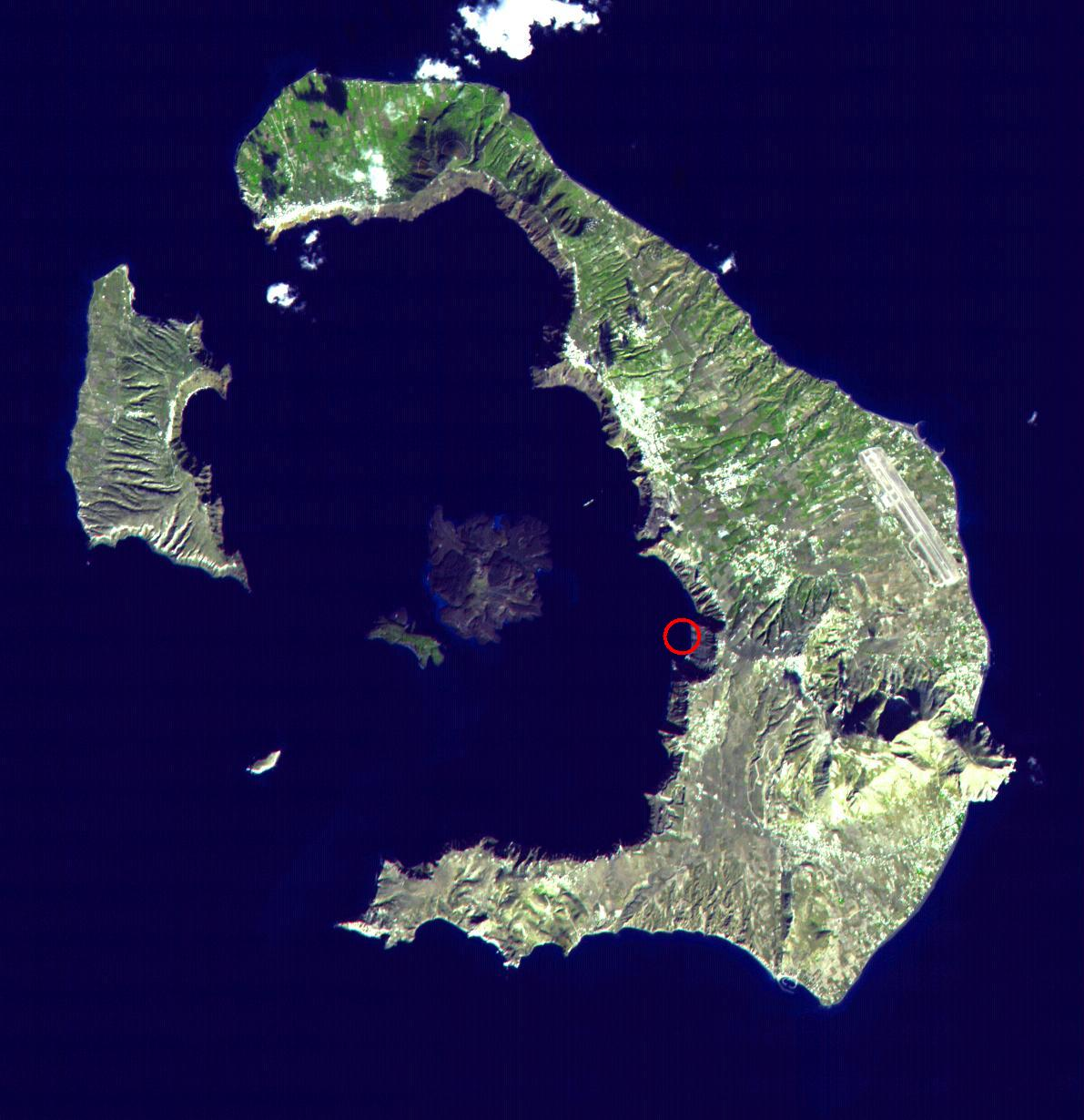
A roncs pozíciója a kalderában

A Sea Diamond roncsai jelenleg is a tengerfenéken nyugszanak Szantorini vulkáni kráterében, ami szennyezi a tengeri környezetet és hatással van a sziget és a környező régió ökológiai egyensúlyára, valamint a sziget lakosainak egészségére. A hajóroncs egy mérgező bomba. Tudományos vizsgálatok szerint mikroszkopikus műanyagrostok formájában a területen kiterjedt szennyeződést és a mérgező anyagok biológiai felhalmozódással járó magas koncentrációját idézi elő. A hajó kiemelésére tett kormányzati ígéretek hamisnak bizonyulnak, miközben nem vonták még felelősségre a Hellenic Louis Cruises hajótársaságot, amely tulajdonképpen 55 millió dollár kárpótlásban részesült.
Az üzemanyag nagy része jelenleg is a hajótestben van.

## Vizsgálat
Az olajszennyezés elkerülése érdekében tervbe vették, hogy mintegy 450 tonna üzemanyagot eltávolítsanak a hajó tartályaiból. 2007. szeptember 20-án az üzemanyag a hajó más részeibe kezdett el szivárogni, de a környezetbe még nem. 2009 júniusában az üzemanyag egy kis részét kiszivattyúzták a roncsból. 2007. május 14-én bejelentették, hogy a Louis Cruise Lines megvásárolta az MS Silja Opera-t a Sea Diamond helyettesítésére.
2007. június 19-én a Sea Diamond üdülőhajó tulajdonosát, üzemeltetőjét és kapitányát 1,17 millió eurós bírsággal sújtotta egy görög bíróság tengerszennyezés okozása miatt.
2007. augusztus 21-én pert indítottak az Egyesült Államok szövetségi bíróságán azon utasok nevében, akik a hajó fedélzetén tartózkodtak, amikor az elsüllyedt.
Hat év bírósági eljárás után a Sea Diamond kapitányát és egy biztosítótársasági alkalmazottat 12, illetve 8 év börtönbüntetésre ítélték.
Az elsüllyedést követően a szantorini-i lakosok azt követelték, hogy a roncsot emeljék ki és szállítsák el. 2011 májusában a görög kormány azt állította, hogy a Sea Diamond eltávolítása túl költséges lenne, és hogy a hajó kiemelésének kb. 150 millió eurós költségét a biztosítóknak és a hajót tulajdonló cégnek kell állnia. Ez utóbbi azonban nem tervezi a hajó kiemelését.
2017 októberében a görög kereskedelmi minisztérium bejelentette, hogy a roncsot környezetvédelmi és navigációs megfontolásokból kiemelik. Ez azonban azóta sem történt meg.

## Fordítás
Ez a szócikk részben vagy egészben  a   MS Sea Diamond című angol Wikipédia-szócikk ezen változatának fordításán alapul.  Az eredeti cikk szerkesztőit annak laptörténete sorolja fel. Ez a jelzés csupán a megfogalmazás eredetét és a szerzői jogokat jelzi, nem szolgál a cikkben szereplő információk forrásmegjelöléseként.